# São Domingos de Benfica
São Domingos de Benfica ist eine Gemeinde (Freguesia) im portugiesischen Kreis Lissabon. In ihr leben 34.076 Einwohner (Stand 19. April 2021).
Sie ist einer der nördlichen Innenstadtgemeinden der Stadt Lissabon und entstand 1959 durch Ausgliederung aus den Gemeinden Benfica und São Sebastião da Pedreira.
Hier ist der Zoo Lissabon gelegen, aber auch bekannte Bauten wie das Fußballstadion Estádio da Luz, Teile des Aqueduto das Águas Livres oder auch der Palácio dos Marqueses de Fronteira befinden sich in der Gemeinde, neben einer Reihe weiterer Baudenkmäler, Kultureinrichtungen oder anderweitig bekannter Bauten.
Mehrere Bahnhöfe der U-Bahn-Linie Linha Azul (blaue Linie) der Metro Lissabon liegen in der Gemeinde.

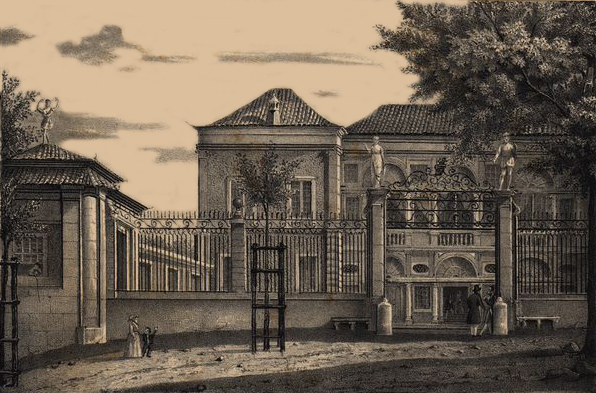
Palácio dos Marqueses de Fronteira um 1850 in São Domingos de Benfica